# ماغنوس بيرجس
ماغنوس هيلجي بيرجس مواليد 27 أغسطس 1956
وهو لاعب كرة القدم آيسلندي سابق.

## روابط خارجية
- ماغنوس بيرجس على موقع قاعدة بيانات كرة القدم.إي يو (الإنجليزية)
- ماغنوس بيرجس على موقع بيانات كرة القدم. دي إي (الألمانية)
- ماغنوس بيرجس على موقع ناشيونال فوتبول تيمز (الإنجليزية)
- ماغنوس بيرجس على موقع عالم كرة القدم.نت (الإنجليزية)